# Flora Scales
Helen Flora Victoria Scales (* 24. Mai 1887 in Lower Hutt bei Wellington; † 11. Januar 1985 in Rotorua) war eine neuseeländische Malerin, die Prinzipien moderner europäischer Malerei nach Neuseeland vermittelte und dort weiter entwickelte.

## Leben und künstlerische Entwicklung
Scales war die Tochter von Gertrude Maynard Snow und deren Ehemann George Herbert Scales, einem Versicherungsvertreter und Gründer der Exportfirma und des Auktionshauses G. H. Scales and Company. Flora besuchte die Schule in Lower Hutt, dann eine Privatschule in Thorndon. Sie zeigte ein offensichtliches Talent zum Zeichnen und wurde im Alter von 16 Jahren nach Christchurch geschickt, um im Internat von Croasdaile Bowen wohnen und zwei Jahre lang in Teilzeit die Canterbury College School of Art besuchen zu können.
In den Jahren 1906 und 1907 stellte Flora Scales in den jährlichen Ausstellungen der New Zealand Academy of Fine Arts aus. Im folgenden Jahr reiste sie nach England, um sich an der auf Tiermalerei spezialisierten Malschule von William Frank Calderon einzuschreiben. Ihr vierjähriges Studium dort endete mit der Ausstellung eines Ölgemäldes mit einem neuseeländischen Motiv in der Sommerausstellung der Royal Academy of Arts im Jahr 1911.
Nach ihrer Rückkehr nach Neuseeland trat Scales 1914 dem Academy Studio Club bei und erweiterte ihre künstlerischen Interessen über Calderons Akademiemalerei hinaus, indem sie im Freien malte. Sie erlangte mit ihren Plein Air Arbeiten einen beachtlichen Ruf unter Kennern. Ihre Kunststudien, zu denen auch von James MacDonald angeregte Radierungen gehörten, wurden während des Ersten Weltkriegs fortgesetzt, als sie als Mitglied der Freiwilligen-Hilfsabteilung des Roten Kreuzes in einem Militärshospital in Lowry Bay arbeitete.
Als sich ihre Eltern trennten, versuchten Scales, ihre Mutter und ihre Schwester erfolglos, ihren Lebensunterhalt mit einer Obstplantage in Nelson zu bestreiten. George Scales starb 1928 und hinterließ Flora ein Erbe, das es ihr ermöglichte, ihre gesamte Zeit der Kunst zu widmen. Wissensdurstig ging sie zunächst nach Paris. Angeregt durch die öffentlichen Kunstsammlungen, aber unzufrieden mit ihren Sitzungen an der Académie de la Grande Chaumière, besuchte Scales darauf die Kunstschule von Hans Hofmann in München. Hofmann, der später auch in New York eine einflussreiche Kunstschule betrieb, engagierte sich für das Werk von Cézanne und Picasso, und war selbst einer der Pioniere des Abstrakten Expressionismus. Im Winter 1931/32 beschäftigte sich Scales zusammen mit Edmund Kinzinger mit Hofmanns Prinzipien der modernen Malerei und hatte Gelegenheit, Werke der deutschen Avantgarde kennenzulernen. Die Vorlesungen an der Hoffmann Akademie festigten ihre eigene Vorstellung, dass Malerei weitgehend autonom sein sollte, und ohne Abhängigkeit von naturalistischer Perspektive oder Darstellung auskommen kann.
Als Scales 1934 nach Neuseeland zurückkehrte, waren die Prinzipien ihrer in Mitteleuropa erworbenen modernen Malerei eine Offenbarung auch für Toss Woollaston, dem sie einige wertvolle theoretische Anregungen gab, sich mit ihm jedoch vor allem über die künstlerische Praxis austauschte. Wollaston empfand sie als vornehm, schüchtern und zielstrebig und bemerkte: „Ihre Einstellung scheint zu sein, dass Zeichnen und Malen besser ist, als über Zeichnen und Malen zu diskutieren.“
Abgesehen von Woollaston, W. H. Allen und Frederick Page würdigten zu dieser Zeit nur wenige Künstlerkollegen und Kritiker in Neuseeland den Modernismus der von Scales ausgestellten Werke. Ende 1935 oder Anfang 1936 ging sie, entmutigt durch die Isolation ihrer Position, nach England und Frankreich zurück, um dort weiter zu malen. Sie besuchte Roger Bissières Vorlesungen an der Académie Ranson; 1959 schrieb sie sich an der Heatherley School of Fine Art ein.
Scales Malerei wurde durch den Zweiten Weltkrieg unterbrochen, während dessen sie für zwei Jahre in Vittel in den Vogesen interniert war. Einige ihrer Arbeiten gingen in dieser Zeit verloren. Nach dem Krieg lebte sie mit ihrer Mutter, ihrer Schwester und ihrer Nichte in England. Als sie in den 1950er Jahren ihre Arbeit wieder aufnahm, wurde Scales‘ Umgang mit der Farbe kühner, sie arbeitete pastoser und expressiver – was besonders in zwei Malzyklen sichtbar wird, die sie in einer Pension in Cornwall und einem Obstgarten in Bry-sur-Marne schuf, und die als „atmosphärisch und visionär“ beschrieben wurden.
1972 ließ sich Flora Scales wiederum in Neuseeland nieder. 1975 wurde ihre erste öffentliche Einzelausstellung von Colin McCahon und der Auckland City Art Gallery arrangiert. 1976 reiste sie nach Frankreich, doch ein Herzinfarkt im folgenden Jahr ließ sie wiederum in die alte antiopodische Heimat zurückkehren. Nach einer kurzen Zeit in Auckland zog sie in ein Altersheim in Rotorua, wo sie am 11. Januar 1985 im Rotorua Hospital starb.

## Werk und Wirkung
Flora Scales, die nie heiratete und über deren Beziehungen zu engeren Freunden relativ wenig und nur aus Korrespondenzen bekannt ist, widmete sich ganz der Malerei. Sie war mit ihrer Arbeit selten zufrieden und wandte sich aus diesem Grund auch nie an Kunst-Händler, so dass ihr kommerzieller Erfolg und Bekanntheit unter Sammlern lange versagt blieb.
Zeitlebens malte Scales hauptsächlich kleine, ab den Dreißiger Jahren (beinahe) abstrakte Landschaften, Porträts und Blumenstudien. Sie hatte dennoch erheblichen Einfluss auf die Entwicklung der neuseeländischen Malerei der Moderne, vor allem durch ihren Kontakt zu Toss Woollaston und dessen Freundeskreis. Aus ihrer Leidenschaft für ihre Motive und den künstlerischen Schöpfungsprozess heraus entwickelte sie ihre Kunst kompromisslos nach den Konzepten der in Europa aufgenommenen und in Neuseeland weiterentwickelten Moderne.
Ein großer Teil ihrer Arbeiten befindet sich heute in Privatbesitz in Neuseeland. Die Alexander Turnbull Library in Wellington beherbergt ihre Nachlässe und die wichtigste öffentliche Sammlung ihrer Gemälde. Ihre Bilder nahmen 2024 in der Ausstellung ‘Modern Women. Flight of Time', einer großen Überblicksschau neuseeländischer moderner Künstlerinnen in der Auckland Art Gallery, einen prominenten Platz ein.
Die Malerin und Bildhauerin Gretchen Albrecht sagte über ihr Schaffen: "The work of a woman following her own path ... she was living proof that painting could stand at the core of a woman’s life and sustain her through everything." ("Das Werk einer Frau, die ihren eigenen Weg geht ... sie war der lebende Beweis dafür, dass die Malerei im Mittelpunkt des Lebens einer Frau stehen und sie durch alles tragen kann.")

## Ausstellungen (Auswahl)
- 1906 u. 1907: New Zealand Academy of Fine Arts Annual Exhibition, Wellington
- 1934: New Zealand Society of Artists Second Exhibition
- 1975: New Zealand’s Women Painters, Auckland City Art Gallery, Auckland
- 1975/1976: Helen F.V. Scales, Auckland City Art Gallery, Auckland (erste Gesamtschau)
- 1989/1990: A Community of Women: Works by New Zealand Women Artists 1900–1989, National Art Gallery, Wellington
- 1997: Going all Modern, The Sarjeant Gallery Te Whare o Rehua Whanganui
- 2018/2019: Flora Scales, The Suter Te Aratoi o Whakatū, Nelson
- 2019/2020: The scene in which I find myself / Or, where does my body belong: 50 years of the Govett-Brewster Art Gallery Collection, Govett-Brewster Gallery, New Plymouth
- 2020: Frances Hodgkins and Her Circle, Jonathan Grant Galleries, Auckland
- 2021: Mīharo Wonder: 100 Years of the Alexander Turnbull Library, Wellington
- 2024: Modern Women. Flight of Time. Auckland Art Gallery